# Ataenius quintanaroo
Ataenius quintanaroo är en skalbaggsart som beskrevs av Zdzisława Stebnicka 2006. Ataenius quintanaroo ingår i släktet Ataenius och familjen Aphodiidae. Inga underarter finns listade.